# Rayonnements ionisants (maladie professionnelle)

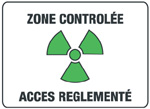

Cet article décrit les critères administratifs pour qu'une affection provoquée par les rayons X soit reconnue comme maladie professionnelle en France.
Ce sujet relève du domaine de la législation sur la protection sociale et a un caractère davantage  juridique que médical. Pour la description clinique de la maladie se reporter à l'article suivant :

## Législation enFrance

### Régime général
| Fiche Maladie Professionnelle | Fiche Maladie Professionnelle | Fiche Maladie Professionnelle |
| Ce tableau définit les critères à prendre en compte pour qu'une consécutive à une exposition aux rayonnements ionisants soit prise en charge au titre de la maladie professionnelle | Ce tableau définit les critères à prendre en compte pour qu'une consécutive à une exposition aux rayonnements ionisants soit prise en charge au titre de la maladie professionnelle | Ce tableau définit les critères à prendre en compte pour qu'une consécutive à une exposition aux rayonnements ionisants soit prise en charge au titre de la maladie professionnelle                                                            |
| Régime Général. Date de création : 4 janvier 1931. | Régime Général. Date de création : 4 janvier 1931. | Régime Général. Date de création : 4 janvier 1931. |
| Tableau N° 6 RG | Tableau N° 6 RG | Tableau N° 6 RG |
| Affections provoquées par les rayonnements ionisants | Affections provoquées par les rayonnements ionisants | Affections provoquées par les rayonnements ionisants |
| --- | --- | --- |
| Désignation des Maladies | Délai de prise en charge | Liste indicative des principaux travaux susceptibles de provoquer ces maladies |
| Anémie, leucopénie, thrombopénie ou syndrome hémorragique consécutifs à une irradiation aiguë                                                                                       | 30 jours | Tous travaux exposant à l'action des rayons X ou des substances radioactives naturelles ou artificielles, ou à toute autre source d'émission corpusculaire, notamment :                                                                        |
| Anémie, leucopénie, thrombopénie ou syndrome hémorragique, consécutifs à une irradiation chronique                                                                                  | 1 an | - Extraction et traitement des minerais radioactifs ; - Préparation des substances radioactives ; - Préparation de produits chimiques et pharmaceutiques radioactifs ;                                                                         |
| Blépharite ou conjonctivite | 7 jours | - Préparation et application de produits luminescents radifères ; |
| Kératite | 1 an | - Recherches ou mesures sur les substances radioactives et les rayons X dans les laboratoires ; |
| Cataracte | 10 ans | - Fabrication d'appareils pour radiothérapie et d'appareils à rayons X ; |
| Radiodermites aiguës | 60 jours | Travaux exposant les travailleurs au rayonnement dans les hôpitaux, les sanatoriums, les cliniques, les dispensaires, les cabinets médicaux, les cabinets dentaires et radiologiques, dans les maisons de santé et les centres anticancéreux ; |
| Radiodermites chroniques | 10 ans | |
| Radio-épithélite aiguë des muqueuses | 60 jours | |
| Radiolésions chroniques des muqueuses | 3 ans | - Travaux dans toutes les industries ou commerces utilisant les rayons X, les substances radioactives, les substances ou dispositifs émettant les rayonnements indiqués ci-dessus.                                                             |
| Radionécrose osseuse | 30 ans | |
| Leucémies | 30 ans | |
| Cancer broncho-pulmonaire primitif par inhalation | 30 ans | |
| Sarcome osseux | 50 ans | |
| Date de mise à jour : 26 juin 1984 | | |

### Régime agricole
| Fiche Maladie Professionnelle | Fiche Maladie Professionnelle | Fiche Maladie Professionnelle |
| Ce tableau définit les critères à prendre en compte pour qu'une consécutive à une exposition aux rayonnements ionisants soit prise en charge au titre de la maladie professionnelle | Ce tableau définit les critères à prendre en compte pour qu'une consécutive à une exposition aux rayonnements ionisants soit prise en charge au titre de la maladie professionnelle | Ce tableau définit les critères à prendre en compte pour qu'une consécutive à une exposition aux rayonnements ionisants soit prise en charge au titre de la maladie professionnelle |
| Régime Agricole. Date de création : 17 juin 1955. | Régime Agricole. Date de création : 17 juin 1955. | Régime Agricole. Date de création : 17 juin 1955. |
| Tableau N° 20 RA | Tableau N° 20 RA | Tableau N° 20 RA |
| Affections provoquées par les rayonnements ionisants | Affections provoquées par les rayonnements ionisants | Affections provoquées par les rayonnements ionisants |
| --- | --- | --- |
| Désignation des Maladies | Délai de prise en charge | Liste indicative des principaux travaux susceptibles de provoquer ces maladies |
| Anémie, leucopénie, thrombopénie ou syndrome hémorragique consécutifs à une irradiation aiguë                                                                                       | 30 jours | Travaux exposant à l'action des rayonnements ionisants, notamment : |
| Anémie, leucopénie, thrombopénie ou syndrome hémorragique, consécutifs à une irradiation chronique                                                                                  | 1 an | - travaux effectués dans les services médicaux, ou médico-sociaux, ou dans les laboratoires ;                                                                                       |
| Blépharite ou conjonctivite | 7 jours | - -travaux concernant la conservation et l'analyse de produits agricoles divers. |
| Kératite | 1 an | |
| Cataracte | 10 ans | |
| Radiodermites aiguës | 60 jours | |
| Radiodermites chroniques | 10 ans | |
| Radio-épithélite aiguë des muqueuses | 60 jours | |
| Radiolésions chroniques des muqueuses | 3 ans | |
| Radionécrose osseuse | 30 ans | |
| Leucémies | 30 ans | |
| Cancer broncho-pulmonaire primitif par inhalation | 30 ans | |
| Sarcome osseux | 50 ans | |
| Date de mise à jour : 15 janvier 1985 | | |

## Sources spécifiques
- (fr) Tableau N° 6 des maladies professionnelles du régime Général
- (fr) Tableau N° 20 des maladies professionnelles du régime Agricole

## Sources générales
- (fr) Tableaux du régime Général sur le site de l’AIMT
- (fr) Guide des maladies professionnelles sur le site de l’INRS